# Copa do Nordeste 2020
La Copa do Nordeste 2020 è stata la 17ª edizione della Copa do Nordeste.

## Formato
La competizione, preceduta da un torneo preliminare denominato Pré-Copa do Nordeste che determina le ultime 4 squadre qualificate in aggiunta alle 12 iniziali, si divide in due fasi:
- Nella prima fase le squadre sono suddivise in due gironi da 8 squadre con match di sola andata, al termine dei quali le prime 4 di ciascun gruppo accedono alla fase successiva. Le squadre affrontano avversarie appartenenti all'altro girone.
- Nella seconda fase le 8 squadre qualificate si affrontano in un tabellone a eliminazione diretta con scontro unico ad eccezione della finale in doppia gara. In caso di parità al termine dei tempi regolamentari si procede con i tiri di rigore.

La vincente del torneo, ottiene un posto per gli ottavi di finale di Coppa del Brasile 2021.

## Partecipanti

### Ammesse alla Pré-Copa do Nordeste
I club meglio piazzati nel ranking federale 2019 degli stati di Alagoas, Maranhão, Paraíba, Piauí, Rio Grande do Norte e Sergipe ottengono un posto nella qualificazione alla fase a gironi della Copa do Nordeste. Tuttavia, se il miglior classificato di questi stati è il campione statale, il posto vacante nella qualificazione spetterà alla seconda classificata di quello stato.
Per quanto riguarda gli stati di Bahia e Pernambuco, avendo di diritto un posto in più nella fase a gironi rispetto agli altri stati, il posto in Pré-Copa spetta alla seconda classificata del ranking federale, esclusa la vincitrice del campionato statale.
| Stato               | Squadra (Città)             |
| ------------------- | --------------------------- |
| Alagoas             | CRB (Maceió)                |
| Bahia               | Juazeirense (Juazeiro)      |
| Maranhão            | Sampaio Corrêa (São Luís)   |
| Paraíba             | Campinense (Campina Grande) |
| Pernambuco          | Náutico (Recife)            |
| Piauí               | Altos (Altos)               |
| Rio Grande do Norte | ABC (Natal)                 |
| Sergipe             | Confiança (Aracaju)         |

### Ammesse alla fase a gironi
Partono dalla fase a gironi di Copa do Nordeste le squadre vincitrici del campionato statale dell'anno precedente, più le migliori classificate nel ranking federale degli stati di Bahia, Ceará e Pernambuco.
| Stato               | Squadra (Città)             | Motivo qualificazione                      |
| ------------------- | --------------------------- | ------------------------------------------ |
| Alagoas             | CSA (Maceió)                | Vincitore del Campionato Alagoano 2019     |
| Bahia               | Bahia (Salvador)            | Vincitore del Campionato Baiano 2019       |
| Bahia               | Vitória (Salvador)          | 17º nel ranking CBF                        |
| Ceará               | Fortaleza (Fortaleza)       | Vincitore del Campionato Cearense 2019     |
| Ceará               | Ceará (Fortaleza)           | 23º nel ranking CBF                        |
| Maranhão            | Imperatriz (Imperatriz)     | Vincitore del Campionato Maranhense 2019   |
| Paraíba             | Botafogo-PB (João Pessoa)   | Vincitore del Campionato Paraibano 2019    |
| Pernambuco          | Sport Recife (Recife)       | Vincitore del Campionato Pernambucano 2019 |
| Pernambuco          | Santa Cruz (Recife)         | 28º nel ranking CBF                        |
| Piauí               | River (Teresina)            | Vincitore del Campionato Piauiense 2019    |
| Rio Grande do Norte | América-RN (Natal)          | Vincitore del Campionato Potiguar 2019     |
| Sergipe             | Freipaulistano (Frei Paulo) | Vincitore del Campionato Sergipano 2019    |

## Pré-Copa do Nordeste

### Sorteggio
I sorteggi sono avvenuti il 24 aprile 2019 nella sede centrale della CBF a Rio de Janeiro. Le 8 squadre sono state divise in due urne a seconda del Ranking CBF e si affrontano in sfide di andata e ritorno, con eventuali tiri di rigore in caso di parità.
| Urna A                                             | Urna B                                                     |
| -------------------------------------------------- | ---------------------------------------------------------- |
| CRB (32) Náutico (36) Sampaio Corrêa (38) ABC (43) | Confiança (53) Juazeirense (67) Campinense (69) Altos (76) |

### Partite
| Squadra 1   | Totale | Squadra 2      | Andata | Ritorno |
| ----------- | ------ | -------------- | ------ | ------- |
| Campinense  | 2 – 3  | Náutico        | 2 – 1  | 0 – 2   |
| Confiança   | 2 – 0  | Sampaio Corrêa | 0 – 0  | 2 – 0   |
| Juazeirense | 1 – 2  | CRB            | 0 – 0  | 1 – 2   |
| Altos       | 1 – 2  | ABC            | 1 – 0  | 0 – 2   |

## Fase a gironi

### Sorteggio
Il sorteggio della fase a gironi si è tenuto il 26 ottobre 2019 al Mansion Eventos di Aracaju. Le squadre sono state suddivise in quattro urne in base al loro ranking CBF e sorteggiate in due gironi, evitando scontri diretti fra club dello stesso stato.
| Urna A                                               | Urna B                                               | Urna C                                             | Urna D                                                                 |
| ---------------------------------------------------- | ---------------------------------------------------- | -------------------------------------------------- | ---------------------------------------------------------------------- |
| Bahia (15) Sport Recife (16) Vitória (17) Ceará (23) | Santa Cruz (28) CRB (32) Fortaleza (33) Náutico (36) | ABC (43) CSA (45) Botafogo-PB (46) América-RN (49) | Confiança (53) River (72) Imperatriz (111) Freipaulistano (no ranking) |

### Girone A
| Squadra        | Pt | G | V | N | P | GF | GS | DG  |
| -------------- | -- | - | - | - | - | -- | -- | --- |
| Fortaleza      | 17 | 8 | 5 | 2 | 1 | 13 | 5  | +8  |
| Bahia          | 17 | 8 | 5 | 2 | 1 | 13 | 5  | +8  |
| Botafogo-PB    | 13 | 8 | 3 | 4 | 1 | 9  | 9  | 0   |
| Sport Recife   | 10 | 8 | 2 | 4 | 2 | 8  | 9  | -1  |
| ABC            | 9  | 8 | 2 | 3 | 3 | 8  | 10 | -2  |
| CRB            | 8  | 8 | 2 | 2 | 4 | 9  | 11 | -2  |
| Freipaulistano | 5  | 7 | 1 | 2 | 4 | 6  | 15 | -9  |
| River          | 4  | 8 | 1 | 1 | 6 | 7  | 18 | -11 |

### Girone B
| Squadra    | Pt | G | V | N | P | GF | GS | DG  |
| ---------- | -- | - | - | - | - | -- | -- | --- |
| Confiança  | 14 | 8 | 4 | 2 | 2 | 10 | 5  | +5  |
| Ceará      | 14 | 8 | 3 | 5 | 0 | 15 | 9  | +6  |
| Vitória    | 14 | 8 | 3 | 5 | 0 | 11 | 5  | +6  |
| Santa Cruz | 13 | 8 | 4 | 1 | 3 | 8  | 6  | +2  |
| ABC        | 11 | 8 | 3 | 2 | 3 | 11 | 13 | -2  |
| CSA        | 7  | 8 | 2 | 1 | 5 | 8  | 9  | -1  |
| Imperatriz | 7  | 7 | 2 | 1 | 4 | 10 | 13 | -3  |
| América-RN | 4  | 8 | 1 | 1 | 6 | 7  | 18 | -11 |

## Fase finale
|  | Quarti di finale | Quarti di finale | Quarti di finale |  |  | Semifinali | Semifinali | Semifinali |       |   | Finale | Finale | Finale | Finale | Finale |  |
|  |                  |                  |                  |  |  |            |            |            |       |   |        |        |        |        |        |  |
|  | 1A               | Fortaleza (dtr)  | 0 (4)            |  |  |            |            |            |       |   |        |        |        |        |        |  |
|  | 4A               | Sport Recife     | 0 (1)            |  |  | Fortaleza  | Fortaleza  | 0          |       |   |        |        |        |        |        |  |
|  | 2B               | Ceará            | 1                |  |  | Ceará      | Ceará      | 1          |       |   |        |        |        |        |        |  |
|  | 3B               | Vitória          | 0                |  |  |            |            |            |       |   | Ceará  | Ceará  | 3      | 1      | 4      |  |
|  | 2A               | Bahia            | 3                |  |  |            |            | Bahia      | Bahia | 1 | 0      | 1      |        |        |        |  |
|  | 3A               | Botafogo-PB      | 1                |  |  | Bahia      | Bahia      | 1          |       |   |        |        |        |        |        |  |
|  | 1B               | Confiança (dtr)  | 0 (4)            |  |  | Confiança  | Confiança  | 0          |       |   |        |        |        |        |        |  |
|  | 4B               | Santa Cruz       | 0 (2)            |  |  |            |            |            |       |   |        |        |        |        |        |  |